# Filip Baloš
Filip Baloš (serb. Филип Балош; ur. 18 marca 2001 w Nowym Sadzie) – serbski piosenkarz i autor tekstów.

## Życiorys
9 stycznia 2023 ujawniono, że będzie uczestnikiem Pesma za Evroviziju ’23, serbskich preselekcji do 67. Konkursu Piosenki Eurowizji z piosenką „Novi plan druri san”. Z pierwszego półfinału awansował do finału, gdzie zajął 4. miejsce.
21 grudnia 2023 pojawił się na liście uczestników Pesma za Evroviziju ’24 z piosenką „Duga je noć. 29 lutego wystąpił w drugim półfinale, jednak nie zakwalifikował się do finału.

## Życie prywatne
W 2022 rozpoczął studia na Akademii Sztuk Pięknych w Nowym Sadzie.

## Dyskografia

### Single
| Rok  | Tytuł                 | Album |
| ---- | --------------------- | ----- |
| 2019 | „Pomereno”            | –     |
| 2020 | „Niema kraju”         | –     |
| 2020 | „Idemo do mene”       | –     |
| 2023 | „Novi plan drugi san” | –     |
| 2023 | „Sami”                | –     |
| 2024 | „Duga je noć”         | –     |
| 2024 | „Dovoljno”            |       |